# جک دورانت
جک دورانت (انگلیسی: Jack Durrant؛ زادهٔ ۶ مهٔ ۱۹۹۱) بازیکن فوتبال اهل بریتانیا است.
از باشگاه‌هایی که در آن بازی کرده‌است می‌توان به باشگاه فوتبال دیدکات تاون، باشگاه فوتبال چلتنهام تاون، و باشگاه فوتبال بیتون اشاره کرد.